# Livraria independente

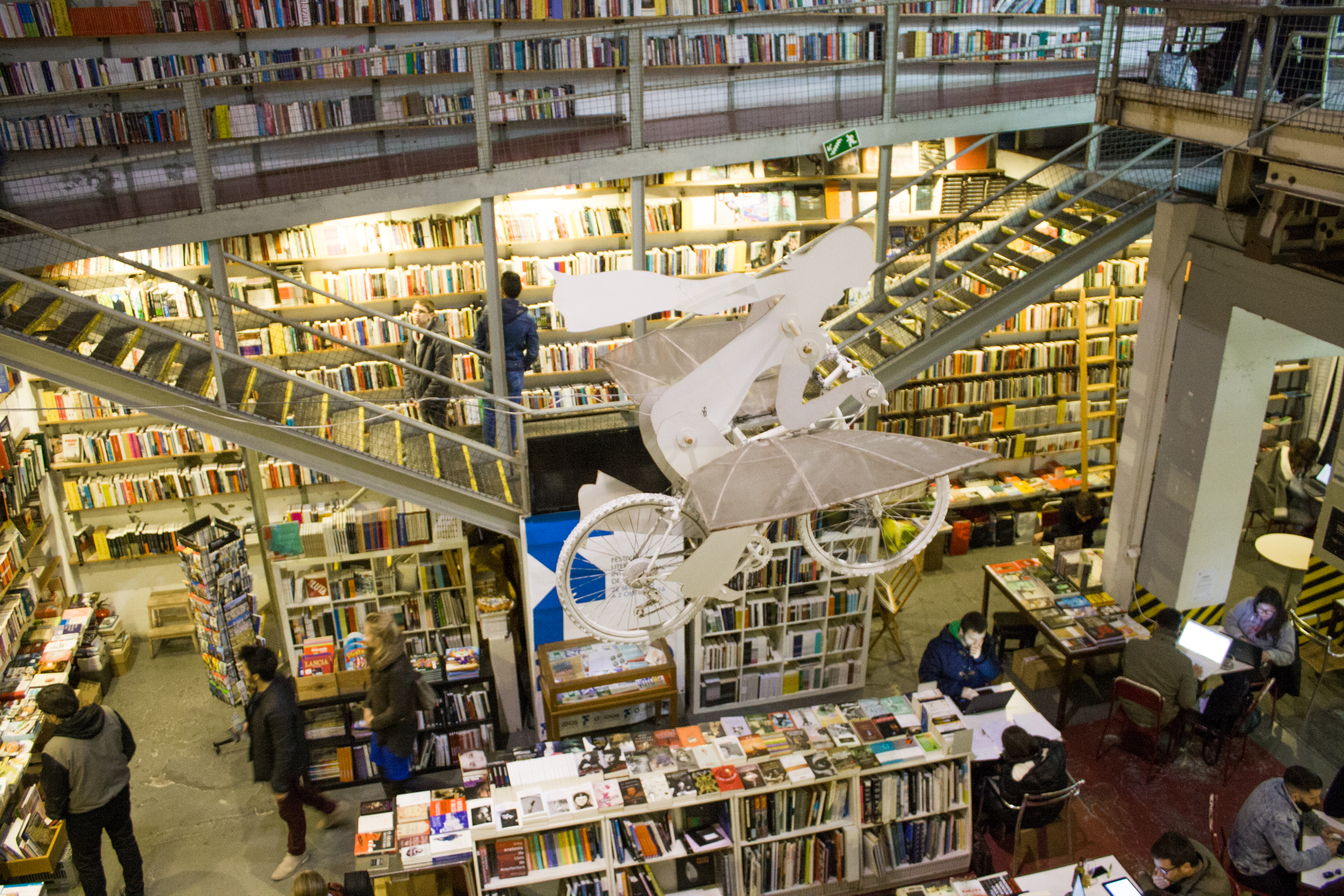
A Ler Devagar é uma livraria independente localizada em Lisboa

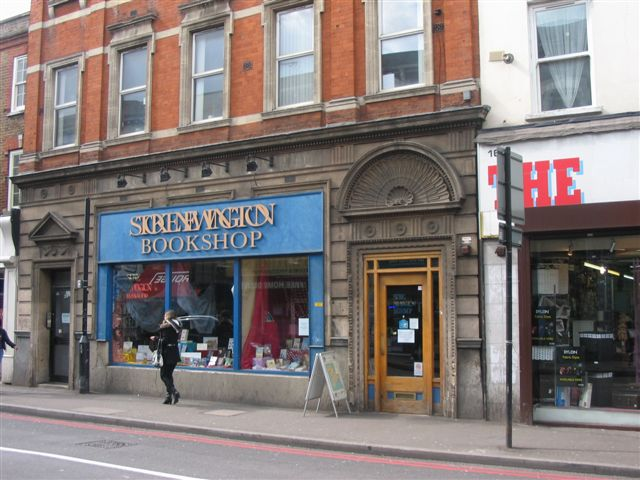
Uma livraria independente em Stoke Newington, Londres

Uma livraria independente é uma livraria comercial de propriedade independente. Normalmente, estas lojas independentes consistem em apenas uma loja real (embora possam existir algumas lojas independentes com várias lojas). Podem ser estruturadas como empresas individuais, sociedades anónimas ou parcerias, cooperativas ou organizações sem fins lucrativos. As lojas independentes diferenciam-se de redes de livrarias, pois estas últimas têm várias localizações e são propriedade de corporações que têm outras atividades económicas além da venda de livros. Lojas especializadas, como lojas de histórias em quadrinhos, tendem a ser independentes.

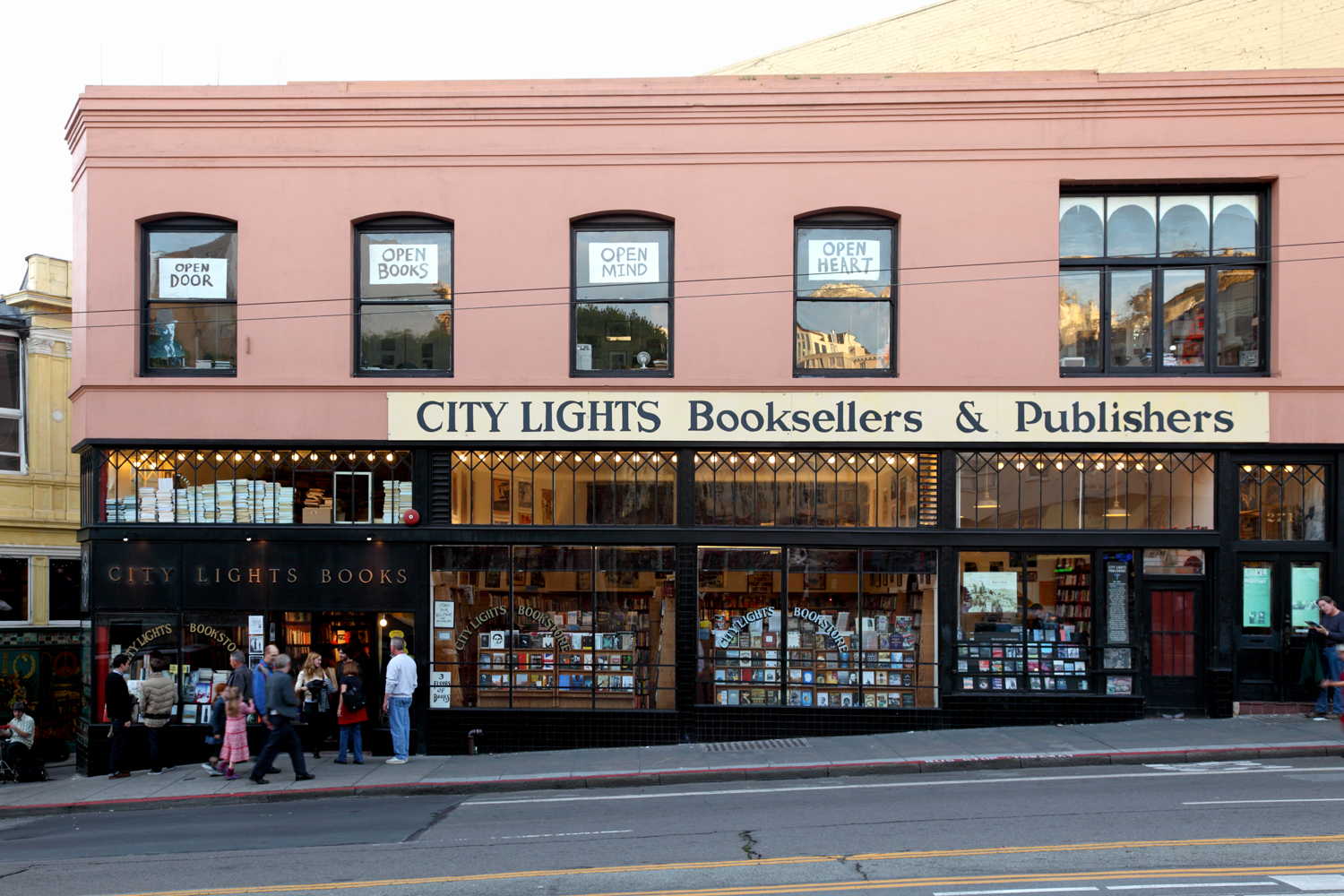
Livraria City Lights em São Francisco, 2010

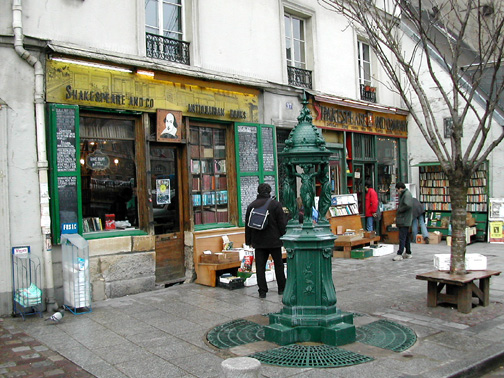
Shakespeare and Company em Paris 2004

Os eventos de promoção de autores em livrarias independentes conferem-lhes muitas vezes o papel de salões literários , assim como o papel de apoiar novos autores e editoras independentes.